# Resolução 308 do Conselho de Segurança das Nações Unidas
A Resolução 308 do Conselho de Segurança das Nações Unidas foi adotada em 19 de janeiro de 1972, após um pedido da Organização da Unidade Africana para a realização de reuniões do Conselho em uma capital africana. O Conselho decidiu realizar reuniões em Adis Abeba de 28 de janeiro a uma data não posterior a 4 de fevereiro. O Conselho expressou sua gratidão à Etiópia por suas promessas de sediar as reuniões e de fornecer certas instalações sem custo.
O Presidente do Conselho anunciou que a resolução foi aprovada por unanimidade, na ausência de qualquer objeção.
De acordo com a resolução, as 1627ª a 1638ª reuniões do Conselho foram realizadas na capital etíope, para discutir várias questões relacionadas com a paz e segurança em África.